# Titanfall
Titanfall is een first-person shooter ontwikkeld door Respawn. Het spel werd door Electronic Arts op 13 maart 2014 in Europa uitgegeven. Het was in 2015 het best verkochte Xbox One-spel met meer dan 2 miljoen verkochte exemplaren. 

## Gameplay
De speler vecht te voet of als mech om in teamverband doelen te behalen. Het spel is alleen speelbaar in multiplayer maar bevat singleplayer-elementen, zoals non-playable characters en verhalende elementen.

## Ontslag
Na de verschijning van Call of Duty: Modern Warfare 2 ontsloeg Activision de medeoprichters van Infinity Ward, Jason West en Vince Zampella, wegens "contractbreuk en insubordinatie". Hun vertrek leidde tot een reeks rechtszaken en deed veel Infinity Ward-medewerkers besluiten ontslag te nemen. Later dat jaar richtten West en Zampella samen met andere ex-medewerkers van Infinity Ward Respawn Entertainment op.

## Ontvangst
| Beoordeeld door      | Jaar | Platform | Score |
| -------------------- | ---- | -------- | ----- |
| APGNation            | 2014 | Xbox One | 95%   |
| Xbox360Achievements  | 2014 | Xbox One | 90%   |
| 3D Juegos            | 2014 | Xbox 360 | 85%   |
| 4Players.de          | 2014 | Xbox One | 85%   |
| GameStar (Duitsland) | 2014 | Windows  | 85%   |
| GameStar (Duitsland) | 2014 | Windows  | 83%   |
| Gameblog.fr          | 2014 | Xbox 360 | 80%   |
| Gameblog.fr          | 2014 | Xbox One | 80%   |
| Jeuxvideo.com        | 2014 | Xbox One | 75%   |
| Gamekult             | 2014 | Xbox One | 70%   |